# 천 명의 어릿광대
천 명의 어릿광대(A Thousand Clowns)는 미국에서 제작된 프레드 코 감독의 1965년 코미디, 드라마, 멜로/로맨스 영화이다. 제이슨 로바즈 등이 주연으로 출연하였고 프레드 코 등이 제작에 참여하였다.

## 출연

### 주연
- 제이슨 로바즈
- 바바라 해리스

### 조연
- 마틴 발삼
- 진 삭스
- 윌리엄 다니엘스
- 필립 브런즈
- 존 맥마틴
- 베리 고든

## 제작진
- 협력프로듀서: 랠프 로젠블럼
- 미술: 버 스미트
- 의상: 러스 모리